# 신디 앰부엘

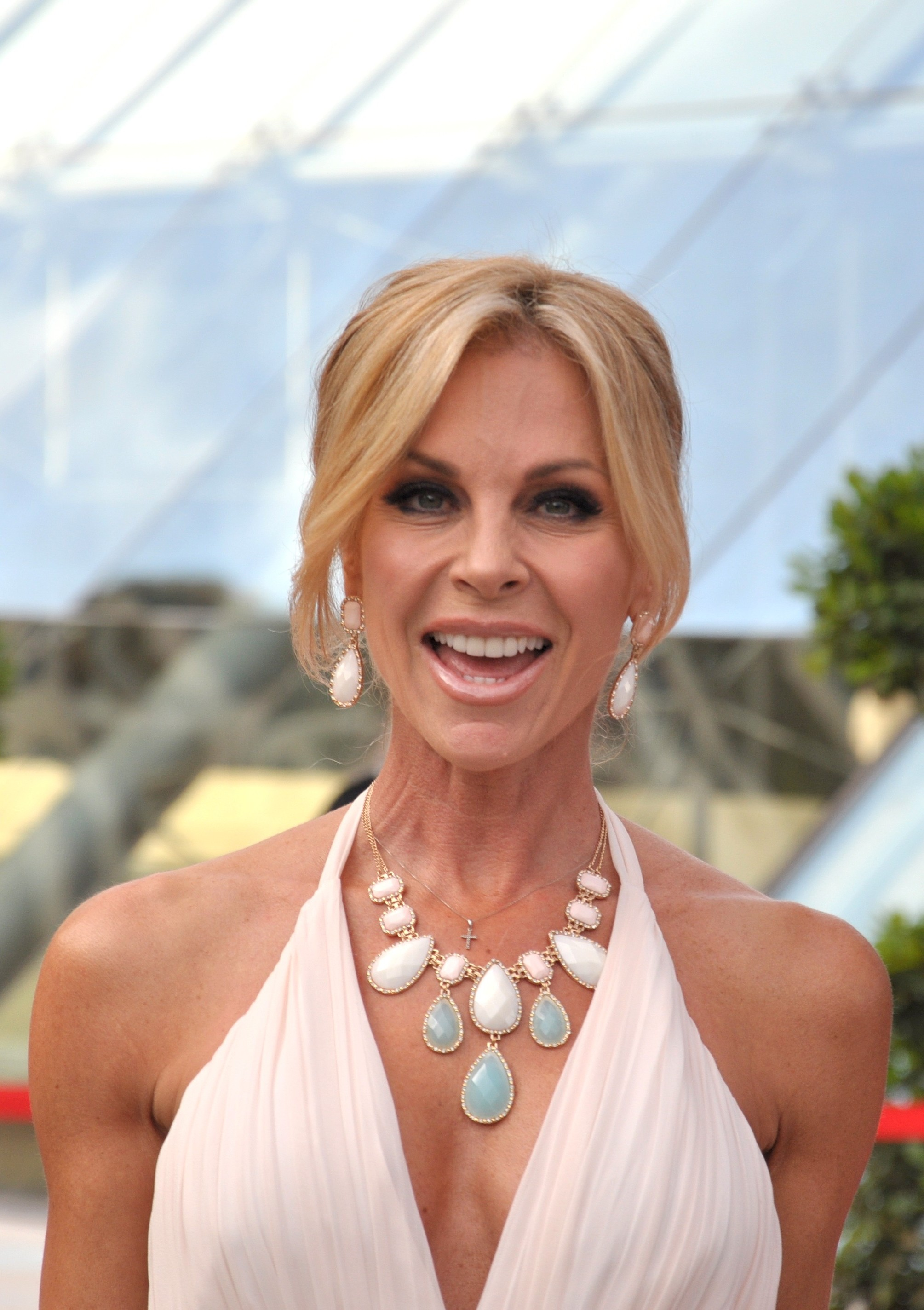

신디 앰부엘(Cindy Ambuehl, 1965년 1월 31일 ~ )은 미국의 배우, 모델, 텔레비전 배우, 영화배우, 패션 디자이너이다.
로스앤젤레스에서 태어났다.

## 방송
- 재그